# Ján Lašák
Ján Lašák (né le 10 avril 1979 à Zvolen en Tchécoslovaquie) est un joueur professionnel slovaque de hockey sur glace qui évolue au poste de gardien de but,.

## Carrière de joueur
En 1998, il commence sa carrière avec le HKm Zvolen en Extraliga Slovaque. Il est choisi en 1999 au cours du repêchage d'entrée dans la Ligue nationale de hockey par les Predators de Nashville en 2e ronde, en 65e position. Il part alors en Amérique du Nord. Lors de sa première saison il est assigné aux Admirals de Hampton Roads de l'East Coast Hockey League. À partir de 2000, il garde les filets des Admirals de Milwaukee de la Ligue internationale puis de la Ligue américaine. Il joue six matchs de LNH avec les Predators. En 2003, il signe au SKA Saint-Pétersbourg en Superliga. Depuis 2004, il porte les couleurs du HC Moeller Pardubice. En 2005, l'équipe remporte l'Extraliga tchèque.

## Carrière internationale
Il représente la Slovaquie en senior depuis 2000. Il est médaillé d'or en 2002, d'argent en 2000, et de bronze en 2003. Il a participé aux Jeux olympiques d'hiver de 2002 et Jeux olympiques d'hiver de 2006.

## Trophées et honneurs personnels
East Coast Hockey League
- 2000: désigné meilleur gardien.
- 2000: désigné meilleur débutant.
- 2000: nommé dans l'équipe-type.